# エグゼクティブマンション
エグゼクティブマンションとしてよく知られているバージニア州知事公邸とは、バージニア州リッチモンドのキャピトルスクエアにあるバージニア州知事の公邸であり、アレクサンダー・パリスによって設計された、米国で最も古い知事の邸宅である。1813年以来、バージニア州知事とその家族の家として利用されてきた。この邸宅はバージニア州とアメリカ合衆国の州定、国定歴史建造物であり、何度も改修と拡張が行われてきた。
キャピトルスクエアのすぐ北に隣接しているのは、コートエンド地区である。南北戦争中、同じくリッチモンドにあるバージニア州の州議会議事堂は南軍の事務所となっていた。

## 歴史

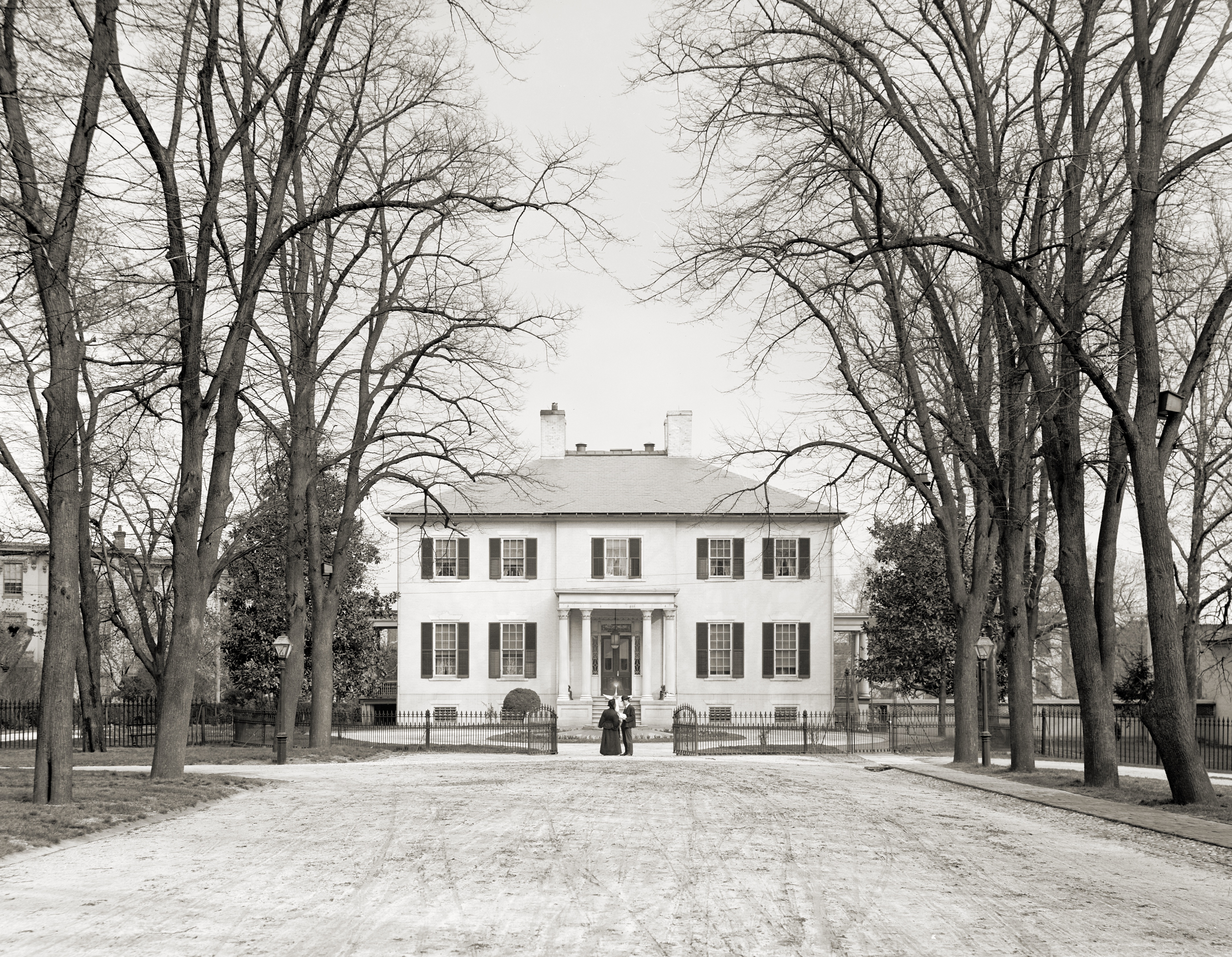
1905年のエグゼクティブマンション。

1779年にリッチモンドがバージニア州の州都になったとき、知事の住居はなかったため、トーマス・ジェファーソン州知事がこの住居を借りた。州は非常に貧しかったので、家賃を十分に払うことができなかったが、州は長い時間をかけて家賃を支払い、現在の建物の敷地に知事の住居として建てた。
建物は1813年に完成した。 トーマス・ジェファーソンの2代後の州知事であるジェームズ・バーバーが邸宅に住む最初の知事となった。「マンション」という用語は、エグゼクティブマンションを建てることを許可するための法律では使用されていなかったが、俗称として使用されている。
庭園は、1950年代、知事の要請により、再設計された。ジェームズ・ギルモア知事の下で、邸宅は歴史的な外観に復元するだけでなく、障害を持つアメリカ人法に準拠するため、改装および拡張された。
アン・ホルトンは邸宅に2回住んでいた。 1970年代、父親のリンウッド・ホルトン・ジュニアが知事を務めていたときと、夫のティム・ケインが知事を務めていたときである。また、トーマス・ジェファーソン州知事の娘マーサ・ワシントン・ジェファーソンはマンションに住んだことはなかった。
現在、ラルフ・ノーサム州知事が邸宅に住んでいる。
建物は1813年に完成した。 トーマス・ジェファーソンの2代後の州知事であるジェームズ・バーバーが邸宅に住む最初の知事となった。「マンション」という用語は、エグゼクティブマンションを建てることを許可するための法律では使用されていなかったが、俗称として使用されている。
庭園は、1950年代、知事の要請により、再設計された。ジェームズ・ギルモア知事の下で、邸宅は歴史的な外観に復元するだけでなく、障害を持つアメリカ人法に準拠するため、改装および拡張された。
アン・ホルトンは邸宅に2回住んでいた。 1970年代、父親のリンウッド・ホルトン・ジュニアが知事を務めていたときと、夫のティム・ケインが知事を務めていたときである。また、トーマス・ジェファーソン州知事の娘マーサ・ワシントン・ジェファーソンはマンションに住んだことはなかった。
現在、ラルフ・ノーサム州知事が邸宅に住んでいる。

### メディア
ティム・ケインと彼の妻、アン・ホルトンがリッチモンド出身の歌手、エリオット・ヤミンとその家族を邸宅に迎えたとき、全国テレビのアメリカン・アイドルで取り上げられた。
マンションの修復と改装作業は、2000年に放映されたボブ・ビラのホームアゲインテレビ番組第10シーズンで放送された。
マンションの最も注目すべきテレビ放送は、2006年1月31日、就任して間もないティム・ケイン州知事が一般教書演説に民主党の反応を示したときである。

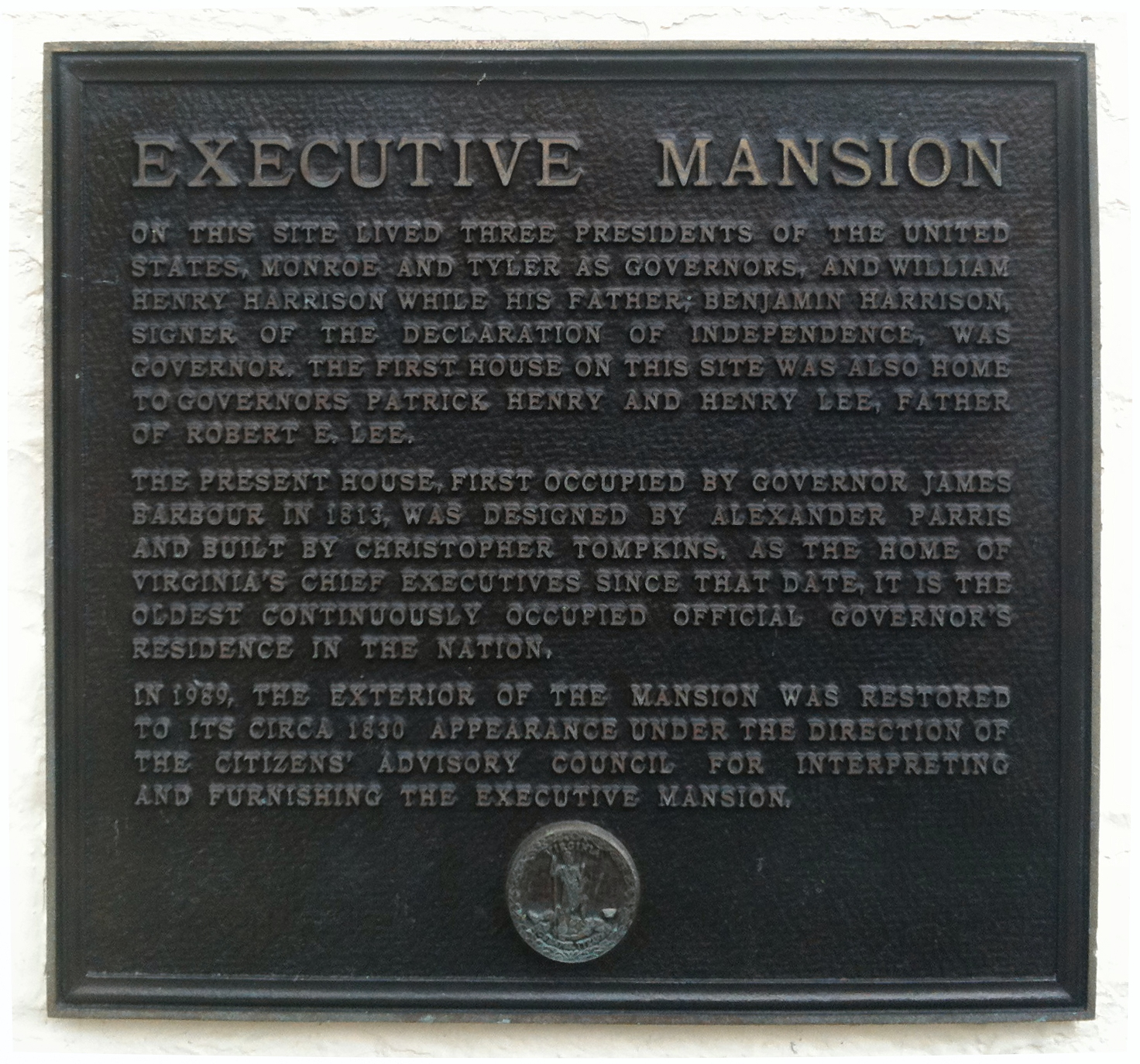
邸宅の門にあるプラークで、マンションの歴史を説明している。

## 著名な訪問者
- アルバート・エドワード（後のエドワード7世）
- エリザベス2世
- ラザフォード・B・ヘイズ
- グロバー・クリーブランド
- ウィリアム・マッキンリー
- セオドア・ルーズベルト
- ウィリアム・タフト
- アーサー・バルフォア
- フェルディナン・フォッシュ
- ウィンストン・チャーチル
- チャールズ・リンドバーグ
- リチャード・バード
- バラク・オバマ